# Kawiarnia Szkocka

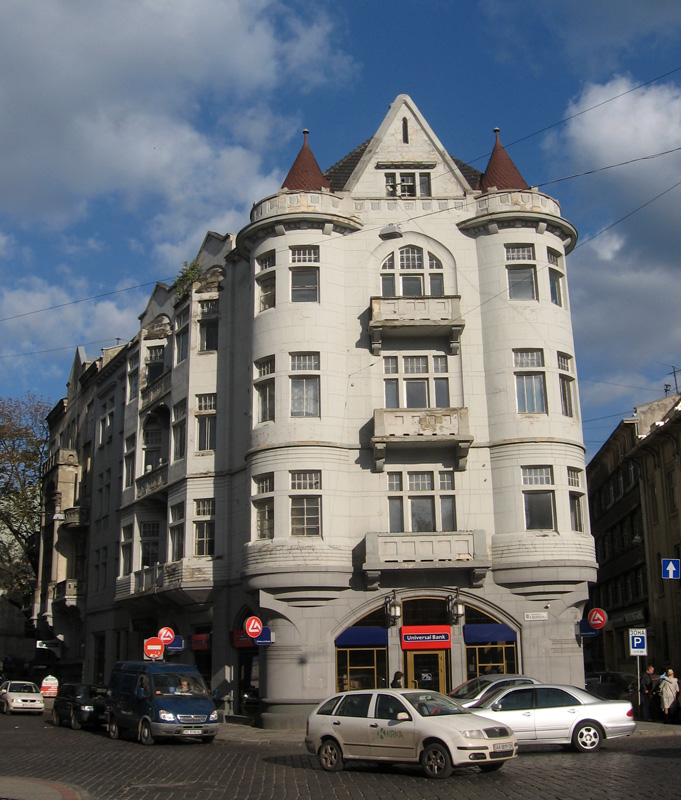
Geschäftsräume, wo einstmals das Schottische Café war (2007)

Kawiarnia Szkocka (Das schottische Café) war ein Café in Lemberg, in dem sich in den 1920er und 1930er Jahren die polnische Lemberger Mathematikschule traf, um mathematische Fragestellungen und deren Lösungsvorschläge zu diskutieren. 
Gian-Carlo Rota schreibt über einen der Lemberger Mathematiker Stan Ulam und das Café:

„Kurz nach Unterrichtsbeginn entdeckte er mit Erleichterung, dass die Mathematik, auf die es wirklich ankam, nicht im Klassenzimmer gelehrt wurde, sondern lebendig in einem der Cafés der Stadt, dem Scottish Cafe, zu finden war.“

## Schottische Buch

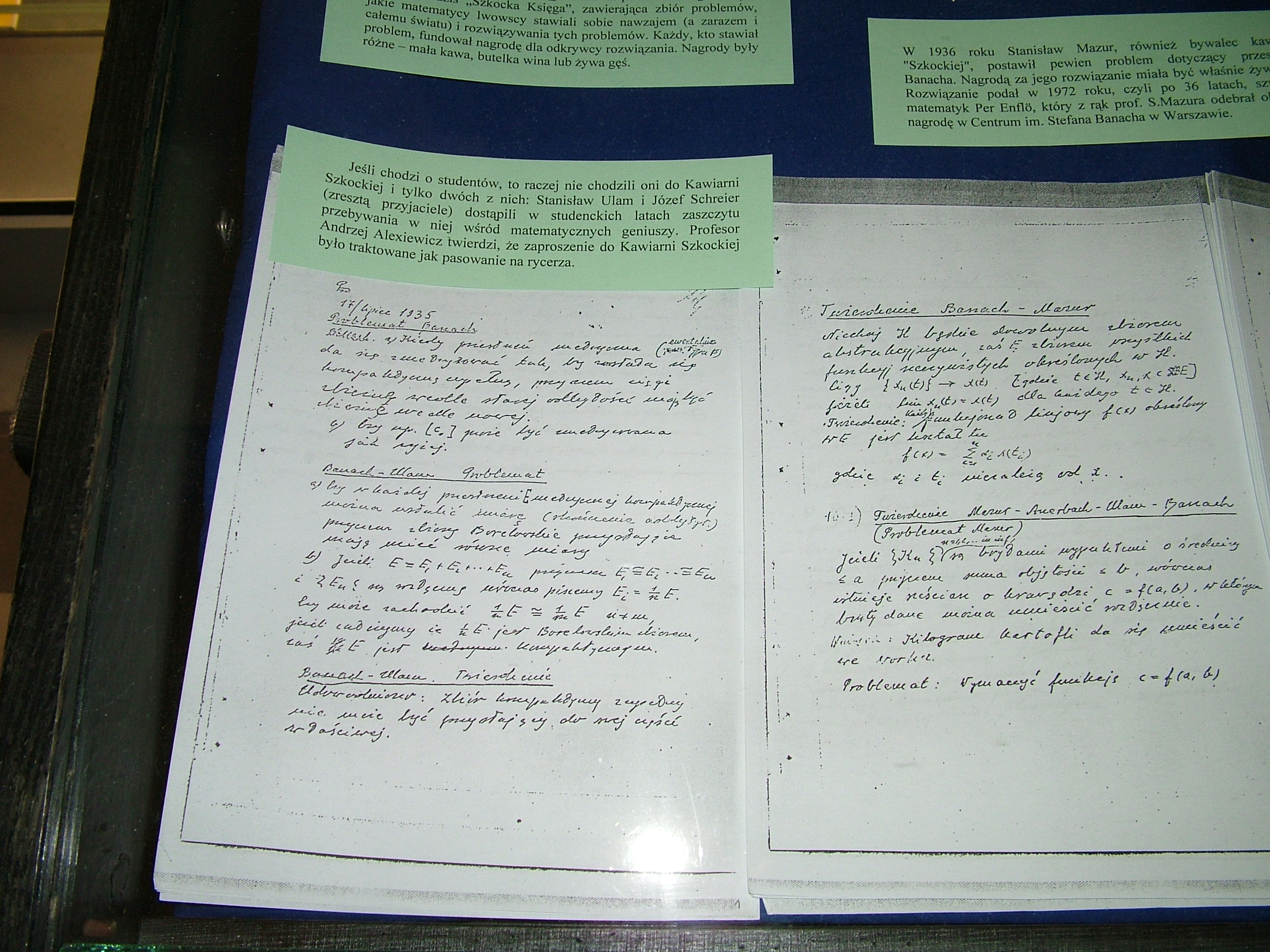
Abschnitt des schottischen Buches mit Banachs und Ulams Notizen.

Die Probleme, die in dieser Zeit von keinem der Lemberger Mathematiker gelöst werden konnten, wurden schließlich als das „Szkocka Księga“ (Schottische Buch) zusammengefasst. Das Buch ist eine Art Sammlung ungelöster oder unlösbarer mathematischer Probleme, deren Lösung jeweils mit z. T. skurrilen Preisen prämiert wird.